# Кубок України з гандболу серед жінок 2024—2025
Кубок України з гандболу 2023—2024 — гандбольний турнір за Кубок України серед українських жіночих команд. Проводитиметься вдесяте після відновлення у 2016 році. Турнір складатиметься з двох раундів та «фіналу чотирьох», в ньому візьме участь 12 команд: 6 команд Суперліги та 6 команд Вищої ліги. Чотири з них — учасники «фіналу чотирьох» Кубка України — 2024, а саме: «Галичанка» (м. Львів) «Карпати-ШВСМ» (м. Ужгород), «Спартак-ШВСМ» (м. Київ) та «Реал» (Миколаїв) — розпочнуть боротьбу зі стадії 1/4 фіналу.. 
Матчі 1/8 фіналу проходили 31 січня та 1 лютого 2025 р. у форматі зїзного туру в спорткомплексі «Сарни Арена» міста Сарни. Жеребкування пар-учасниць стартового туру відбулось 14 січня 2025 року.
До 1/4 фіналу потрапили 2 переможці у своїх парах, «Рівне-ДЮСШ-4» (м. Рівне) і «Дніпро-Кам'янське» (м. Кам'янське), яким зараховано технічні перемоги та 4 учасника півфіналу Кубка України минулого сезону. У «фіналі чотирьох» гратимуть переможці чвертьфіналу. Матчі заплановано провести на одному майданчику протягом двох днів. Переможці в своїх парах у другий день змагань розіграли головний трофей турніру, а команди, що зазнали поразки — матч за третє місце. Володар Кубку України отримує право на участь в розіграші Європейського кубка.

## 1/8 фіналу
«Рівне-ДЮСШ-4» — «КОСФК» +:-
«ДЮСШ-4» — «Дніпро-Кам'янське» -:+ 
 31 січня — 1 лютого 2024  р., м. Сарни  
«ЗУНУ-Енерго ШВСМ» — «Суми-У» 26:20, 25:32
«ДЮСШ-1-ХНУ» — «Львівська політехніка-ЛФКС» 31:25,42:23

## 1/4 фіналу
Пари 1/4 фіналу Кубка України з гандболу визначили 5 березня 2025 року шляхом жеребкування. Матчі проходили 17 та 18 травня 2025 р. в м. Сарни.
«Реал» – «Суми-У» 26:12, 33:18;
«Рівне-ДЮСШ-4» – «Спартак-ШВСМ» 22:26, 29:34;
«ДЮСШ 1-ХНУ» – «Галичанка» 12:43, 19:36;
«Карпати» – «Дніпро-Кам’янське» +:-.

## Фінал чотирьох
Пари півфінальних протистоянь були визначені шляхом жеребкування 2 червня 2025 р. Матчі проходять 5 та 6 червня 2025 р.
5—6 червня 2025 р., м. Ужгород
- «Галичанка» (м. Львів);
- «Карпати» (м. Ужгород);
- «Спартак-ШВСМ» (м. Київ);
- «Реал» (м. Миколаїв).

У матчі за „бронзу“ з рахунком 20:30 перемогу над миколаївським «Реалом» здобув київський «Спартак-ШВСМ».
Кращими гравчинями фінальних матчів визнано: Вікторію Руду («Реал»), Юлію Порадник («Спартак-ШВСМ»), Анну Гававку («Карпати») та Ірину Прокоп'як («Галичанка»). Найкращою гравчинею Кубка України визнано Мілану Шукаль («Галичанка»).

#### Турнірна таблиця
|  | Півфінал |                |          |  |  |                   |                   |                   |
|  |          | «Реал»         | 33       |  |  |                   |                   |                   |
|  |          | «Карпати»      | 45       |  |  | Фінал             | Фінал             | Фінал             |
|  |          |                |          |  |  |                   | «Карпати»         | 24                |
|  | Півфінал | Півфінал       | Півфінал |  |  | «Галичанка»       | 34                |                   |
|  |          | «Спартак-ШВСМ» | 21       |  |  |                   |                   |                   |
|  |          | «Галичанка»    | 28       |  |  | Матч за 3-є місце | Матч за 3-є місце | Матч за 3-є місце |
|  |          |                |          |  |  |                   | «Реал»            | 20                |
|  |          |                |          |  |  |                   | «Спартак-ШВСМ»    | 30                |

#### Фінал
| 6 червня 2025 фінал |

| «Карпати» | 24 — 34 | «Галичанка» |
| --------- | ------- | ----------- |
| 15:15     | [ 5 ]   | 9:19        |

| с. Барвінок, комплекс «Золота гора» Арбітр: Марина Дуплій, Олена Победріна |

| 3                                  |     | Єлизавета Сергієнко | 1 |
| 5                                  |     | Карина Іванова      | 1 |
| 6                                  | (к) | Анна Гававка        | 7 |
| 7                                  |     | Надія Пойманова     | 3 |
| 8                                  |     | Тетяна Кильч        | 2 |
| 10                                 |     | Дарина Горошко      |   |
| 11                                 |     | Дар'я Кот           | 2 |
| 12                                 | в   | Адріана Марцин      |   |
| 14                                 |     | Владислава Слободян | 1 |
| 17                                 |     | Валерія Нестеренко  |   |
| 19                                 |     | Катерина Махєєва    | 2 |
| 22                                 |     | Діана Харіна        |   |
| 23                                 |     | Анна Попіль         |   |
| 32                                 | в   | Яна Резуненко       |   |
| 33                                 |     | Карина Колодюк      | 2 |
| Головний тренер: Борис Петровський |     |                     |   |
|                                    |     |                     |   |

| 1                                 | в   | Марія Поляк         |    |
| 3                                 |     | Олеся Дяченко       | 1  |
| 5                                 |     | Вікторія Мальована  |    |
| 6                                 |     | Анастасія Ткач      | 6  |
| 7                                 |     | Мар'яна Маркевич    | 2  |
| 8                                 |     | Владислава Сорокіна | 2  |
| 9                                 |     | Ванесса Лакатош     | 7  |
| 11                                |     | Ірина Прокоп'як     |    |
| 12                                | в   | Анжеліка Грабчак    |    |
| 16                                | в   | Анна Стадник        |    |
| 18                                |     | Аліса Петрів        |    |
| 21                                |     | Мілана Шукаль       | 11 |
| 23                                |     | Софія Заплатинська  | 2  |
| 31                                |     | Світлана Гавриш     | 2  |
| 99                                | (к) | Тетяна Поляк        | 1  |
| Головний тренер: Віталій Андронов |     |                     |    |
|                                   |     |                     |    |